# Nationwide Airlines
Nationwide Airlines – dawna południowoafrykańska linia lotnicza z siedzibą w Johannesburgu. Linia obsługiwała połączenia krajowe i międzynarodowe. Głównym węzłem był port lotniczy Johannesburg.